# حزب الخضر (البرازيل)
حزب الخضر (بالبرتغالية: Partido Verde) هو حزب سياسي في البرازيل. تم تشكيله بعد فترة الديكتاتورية العسكرية، ومثل أحزاب الخضر الأخرى في جميع أنحاء العالم، ملتزم بوضع مجموعة من السياسات لضمان العدالة الاجتماعية والتنمية المستدامة. كان أحد الأعضاء المؤسسين للحزب الصحفي والمعارض السابق للديكتاتورية الثوري فرناندو جابيرا (نائب فيدرالي بين 1995 و2011) وألفريدو سيركيس وكارلوس مينك. قاد تأسيس قسم ريو دي جانيرو من حزب الخضر البرازيلي وفد من ولاية سانتا كاتارينا جنوب البرازيل مؤلف من بين آخرين أولغا ماريا كارفالو لوز ولويز إنريكي جيفيرد أودبريشت وماركوس باير وكونسويلو لوز لينس.

## البرنامج
من بين العناصر الرئيسية على جدول أعمال حزب الخضر هي الفيدرالية وحماية البيئة وحقوق الإنسان، وشكل من أشكال الديمقراطية المباشرة والبرلمانية والرفاهية والحريات المدنية والسلمية وإضفاء الشرعية على الماريجوانا في ظل ظروف محددة.
يجادل الحزب بأنه في موقف من الطيف السياسي الذي يفترض أنه يتجاوز قضية «اليسار واليمين»، التي يعتبرها أعضاؤه عفا عليها الزمن وغير واقعية. يعتقد العديد من النقاد أيضًا أن الحزب تجاوز الحد ليس ليكون حزباً صغيراً تم وضعه في سياق «أساطير الريع» (التي تستخدمها الأحزاب السياسية فقط للانتخاب). تم رفض هذه الصورة من قبل أحد منظري الحزب تيبور رابوكزكاي في كتاب إعادة التفكير في حزب الخضر البرازيلي، بحجة أن الدوران بين الأساطير أمر شائع جدًا في الأحزاب الكبيرة، كما هو الحال في الأحزاب الصغيرة. ومع ذلك يقر المؤلف أنه في محاولة لتحقيق حاجز 5٪ الذي يفرضه بند الحاجز («قانون سياسة الاستبعاد» على حد تعبير رابوتشكي)، فتح حزب الخضر أبوابه للسياسيين غير المهتمين بالبيئة. وبالتالي تميل إلى أن تكون مقاعد غير متبلورة من اللون الأخضر.